# Gland
Gland er en by i det vestlige Schweiz, med 13.106(2018) indbyggere. Byen ligger i Kanton Vaud, ved bredden af Genevesøen.